# 키다리 아저씨

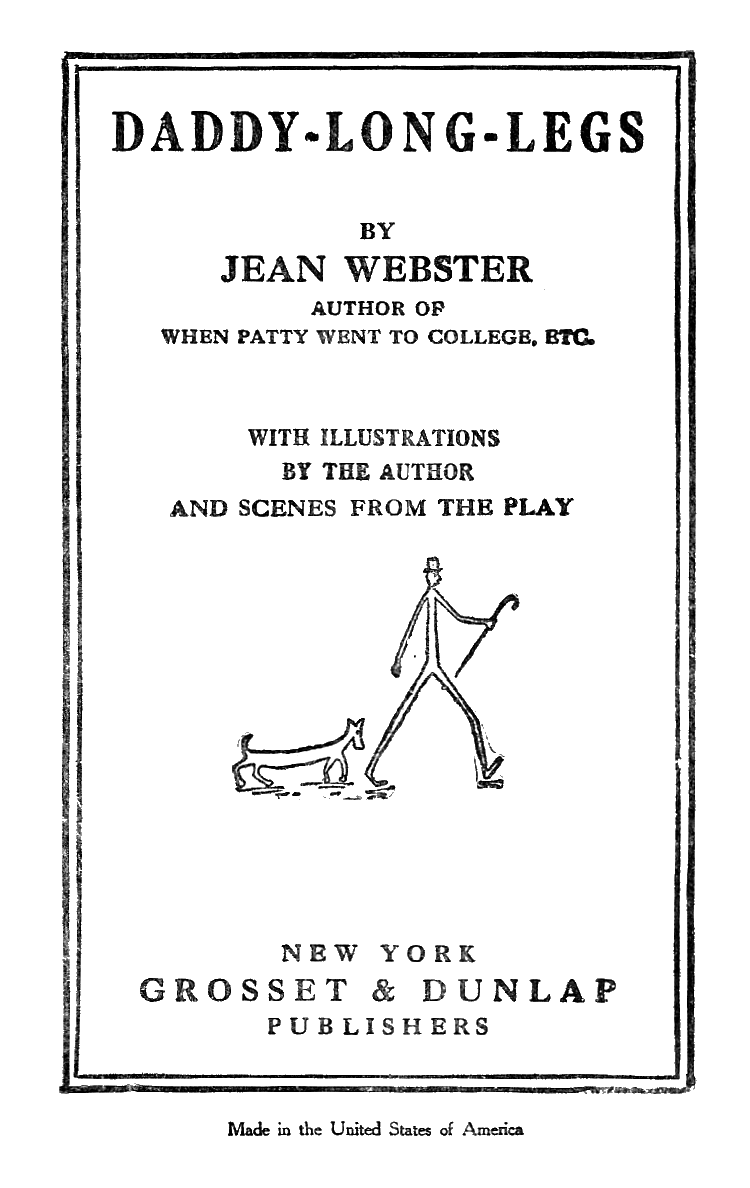
타이틀 커버

《키다리 아저씨》(영어 원제: Daddy-Long-Legs)는 미국의 여류 소설가 진 웹스터가 1912년에 발표한 소설이다. '제루샤 "주디" 애버트'라고 이름 지어진 주인공 여대생의 이야기를 따라 전개되며, 주디가 "키다리 아저씨"라고 부르는 그녀의 후원자에게 대학교 생활에 대해 편지를 쓰는 형식을 이루고 있다.

## 줄거리
존 그리어 고아원(John Grier Home)에서 부모없이 지내던 제루샤 애벗(Jerusha Abbott)은 매달 후원자에게 안부를 묻는 편지를 보내는 조건으로 익명의 후원자로부터 대학교에 진학할 수 있도록 금전적 도움을 받는다. 익명의 후원자는 후원을 전제로 편지를 보내는 것을 요구한 것이다. 후원자의 이름과 얼굴을 모르는 애벗은 현관에서 본 그의 기다란 그림자를 보고 "키다리 아저씨"라는 이름을 붙여주었다. 
한낯 고아 소녀에 불과했던 애벗은 대학교에 진학한 뒤에 자신의 애칭을 '주디'(Judy)로 개명했다. 주디는 키다리 아저씨에게 편지를 보내면서 자신을 위로했고, 기숙사를 같이 쓰는 방 친구들과 함께 즐거운 대학생활을 보내게 된다. 라틴어, 프랑스어, 기하학 등 다양한 학문과 수영을 배움으로써 교양을 익히고, 몸을 건강하게 하는 시간을 보낸다. 주디는 같은 방 친구인 줄리아 러틀리지 펜들턴(Julia Rutledge Pendleton)의 삼촌인 저비스(Jervis)를 만난다. 
주디는 대학교에서 편집장을 맡았고, 출판사에 소설 원고를 보낼 정도로 작가가 되기를 원했다. 주디는 키다리 아저씨에 대한 그리움이 커졌지만, 대학교를 졸업하고 사회 초년생으로 자랄 때까지 끝내 키다리 아저씨를 만나지 못했다.
대학교를 졸업한 주디는 작가가 되기 위해 농장으로 이주한다. 그러던 중에 주디는 키다리 아저씨가 큰 병이 났다는 편지를 받게 된다. 키다리 아저씨의 집을 방문한 주디는 키다리 아저씨가 저비스였음을 알게 된다.

## 등장인물
- 제루샤 "주디" 애버트: 본인은 '제루샤'라는 이름을 좋아하지 않으며 '주디'를 선호함
- 샐리 맥브라이드: 제루샤의 친구이자 속편의 주인공
- 줄리아 러틀리지 펜들턴: 처음에는 거리가 있었으나, 차차 다른 두 사람과 친해짐
- 저비스 펜들턴: 키다리 아저씨이자 줄리아의 삼촌